# 권혁세
권혁세(1956년 11월 12일~)는 대한민국의 제8대 금융감독원장을 지낸 공무원이다.

## 생애
1956년 11월 12일 경상북도 대구에서 태어났다. 1975년 2월 경북고등학교를 졸업하고 이후 서울대학교 경영학과에 입학하였다. 재학 중인 1979년에 행정고시에 합격(23회)하였고 1980년 대학을 졸업하였다. 1998년 2월 미국 밴더빌트대학(경제학 석사과정)을 졸업하였다.
1980년 총무처 수습행정관으로 공직업무를 시작한 이후 국세청, 재무부 세제국, 보험국, 이재국, 재무정책국, 재무부 세제실 조세정책과, 대통령비서실 경제수석실에서 행정경험을 쌓았으며 재경부 금융정책과장, 재경부 세제실 재산소비세제심의관, 재경부 세제실 재산소비세제국장(고위공무원) 등을 역임하였다. 2007년 이후부터 금융정책 업무를 담당하였는데, 2007년 금융감독위원회 감독정책1국장, 2008년 금융위원회 증권선물위원회 상임위원, 2009년 금융위원회 사무처장 및 금융위원회 부위원장을 역임하였다.
금융감독위원회 감독정책1국장 시절 은행과 카드업계에 만연한 과당경쟁을 줄이는데 일조했고 부채상환비율(LTV, Loan to Value) 규제 등 부동산시장 안정 대책을 주로 했다. 증권선물위원회 상임위원 재직 당시에는 자본시장 개혁과제를 추진, 자본시장법 도입여건을 조성하는데 기여하였다. 세제, 거시경제 정책 분야에서의 폭넓은 지식과 실무경험 뿐 아니라 금융정책 및 감독분야에 정통한 것으로 평가가 나 있다.
2016년 새누리당 성남분당갑 국회의원 예비후보로 출마했으나 부산 저축은행 피해자들이 23일 새누리당 예비후보 권혁세 前 금융감독원장 낙선운동을 펼쳤다.
2011년 부산저축은행 불법대출 사건이 불거지면서 터진 저축은행 연쇄 부실 사태가 5년을 맞았으며 2011년 당시 권혁세 예비후보는 금융위원회 부위원장, 사태 이후 금융감독원 원장으로 재직하여 27조의 구조조정기금을 집행하였다.
.
박근혜 대통령이 당선인 시절 공공기관에 대한 ‘MB 정권’의 낙하산 인사와 관련해 문제를 지적하여 청와대는 국정 철학 공유라는 주요기관장 교체 원칙을 밝혔으며 박근혜정부 출범직후 임기1년을 남기고 금감원장에서 자진사퇴하였다.
.

## 선거 결과
| 실시년도 | 선거   | 대수 | 직책     | 선거구                | 정당     | 득표수   | 득표율          | 순위 | 당락 | 비고 |
| -------- | ------ | ---- | -------- | --------------------- | -------- | -------- | --------------- | ---- | ---- | ---- |
| 2016년   | 총선   | 20대 | 국회의원 | 경기 성남시 분당구 갑 | 새누리당 | 52,160표 | \| \| 38.51% \| | 2위  | 낙선 |      |
|          | 38.51% |      |          |                       |          |          |                 |      |      |      |